# Пауъл (Уайоминг)
Вижте пояснителната страница за други значения на Пауъл.
Пауъл (на английски: Powell) е град в окръг Парк, щата Уайоминг, САЩ. Пауъл е с население от 5373 жители (2000) и обща площ от 9,6 km². Намира се на 1339 m надморска височина. ЗИП кодът му е 82435, а телефонният му код е 307.